# Müglitztal
Müglitztal es un municipio situado en el distrito de Suiza Sajona-Montes Metálicos Orientales, en el estado federado de Sajonia (Alemania), a una altitud de 400 metros. Su población a finales de 2016 era de unos 1900 habs. y su densidad poblacional, 91 hab/km².